# Pihapper
Der Pihapper ist ein Berg in der Venedigergruppe der Hohen Tauern mit einer Höhe von 2513 m ü. A. Er erhebt sich als schlanke Spitze an der Grenze der beiden Salzburger Gemeinden Mittersill und Hollersbach.
Aufgrund seiner exponierten Lage nahe am Salzachtal ist der Pihapper ein erstklassiger Aussichtsberg und in allen Jahreszeiten oft Ziel von Touren.

## Aufstieg

### Von Mittersill
Gut markierte Route vom südlichen Stadtrand (Klausgasse – Mongweg) über die Jausenstation Mong und die Aigner Hochwiese durch den Hochwald auf die „Platte“ (1.788 m). Dann über einen langen nordseitigen Gratrücken auf den Pflugsberg (2414 m ü. A.) und schließlich durch zunehmend hochalpines Gelände auf den Gipfel. Der Abschnitt ab dem Pflugsberg ist abschnittsweise seilversichert und erfordert Trittsicherheit sowie Schwindelfreiheit (ca. 4½ Std.).

### Von Hollersbach
Der Standardanstieg von Hollersbach auf den Pihapper beginnt beim Gasthof Berghof (1200 m) oberhalb des Hollersbachtals. Er führt zunächst zur Pölsenalm (1704 m), dann über einen langen nordseitigen Gratrücken auf den Pflugsberg (2414 m) und weiter wie oben beschrieben.

## Bilder

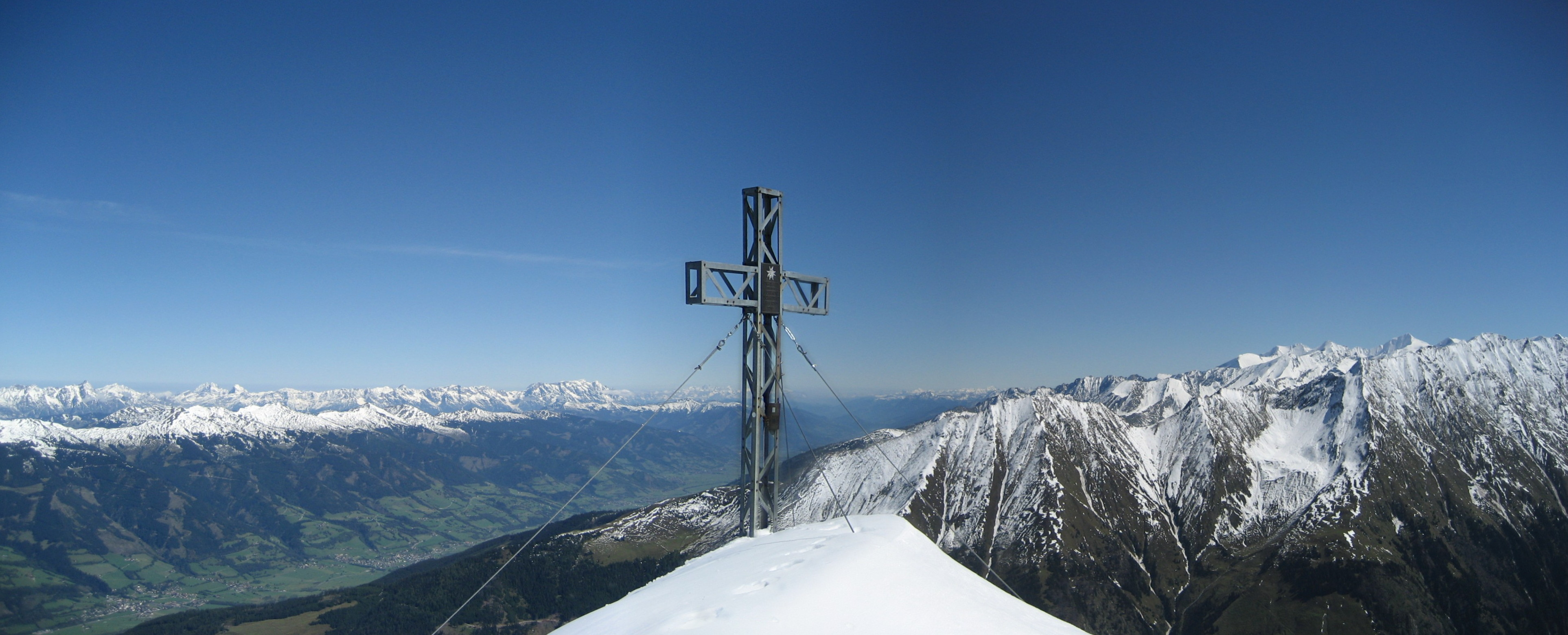
Gipfel mit Kreuz, im Hintergrund das Salzachtal und die Loferer Steinberge.
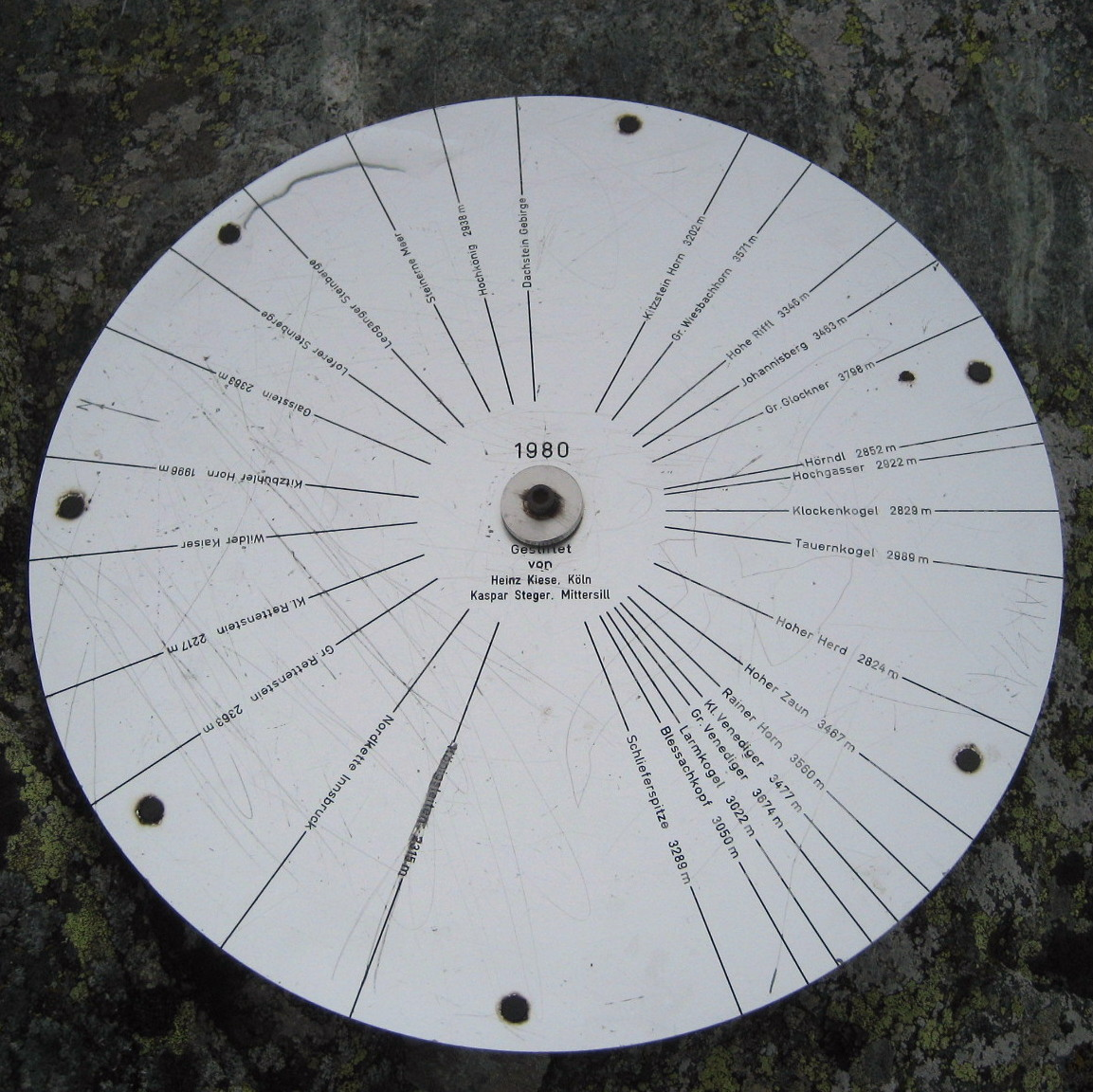
Schild mit Bergen, die vom Gipfel des Pihapper gesehen werden können.
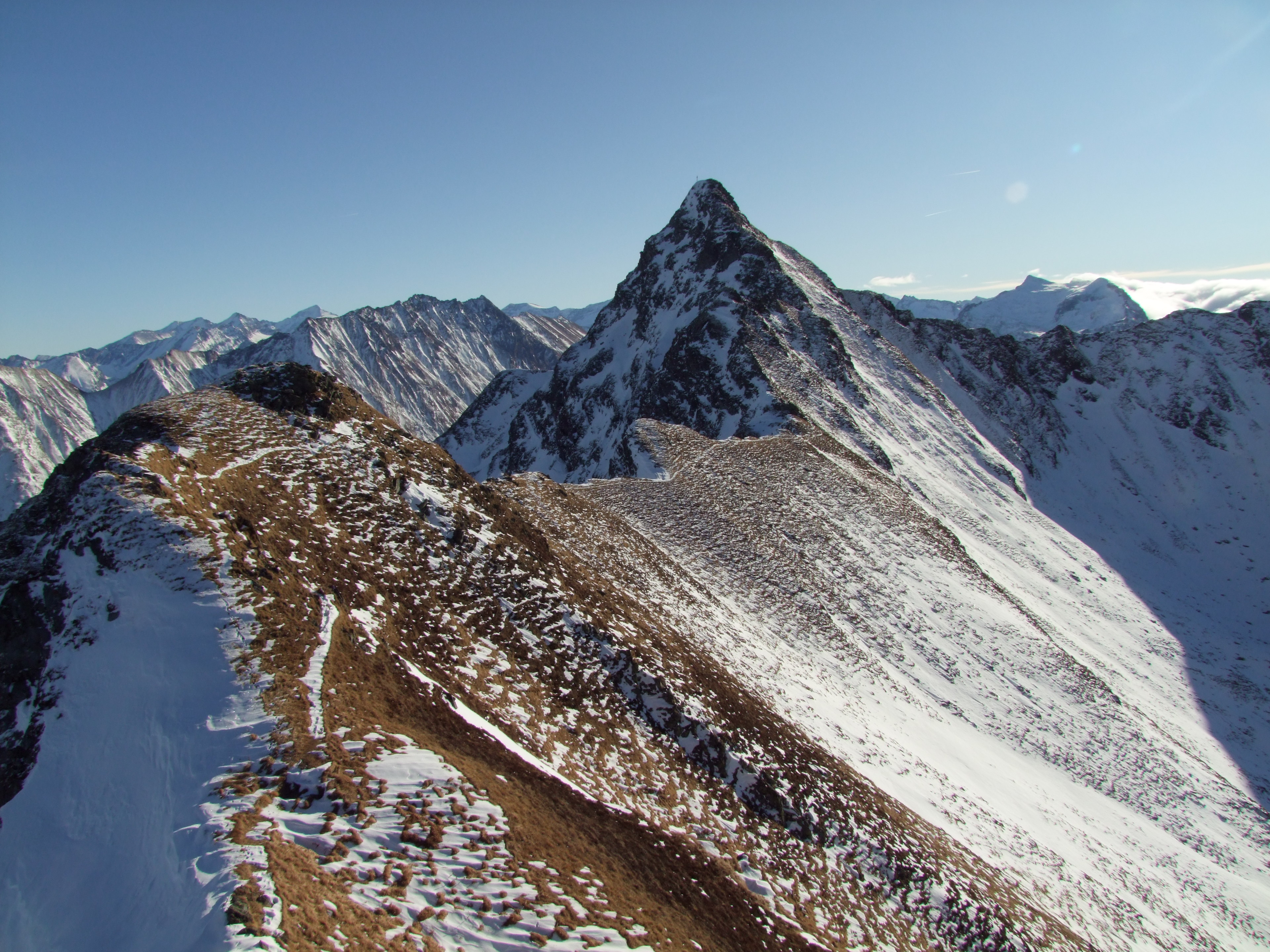
Gipfelpyramide des Pihappers vom benachbarten Pflugsberg aus gesehen.
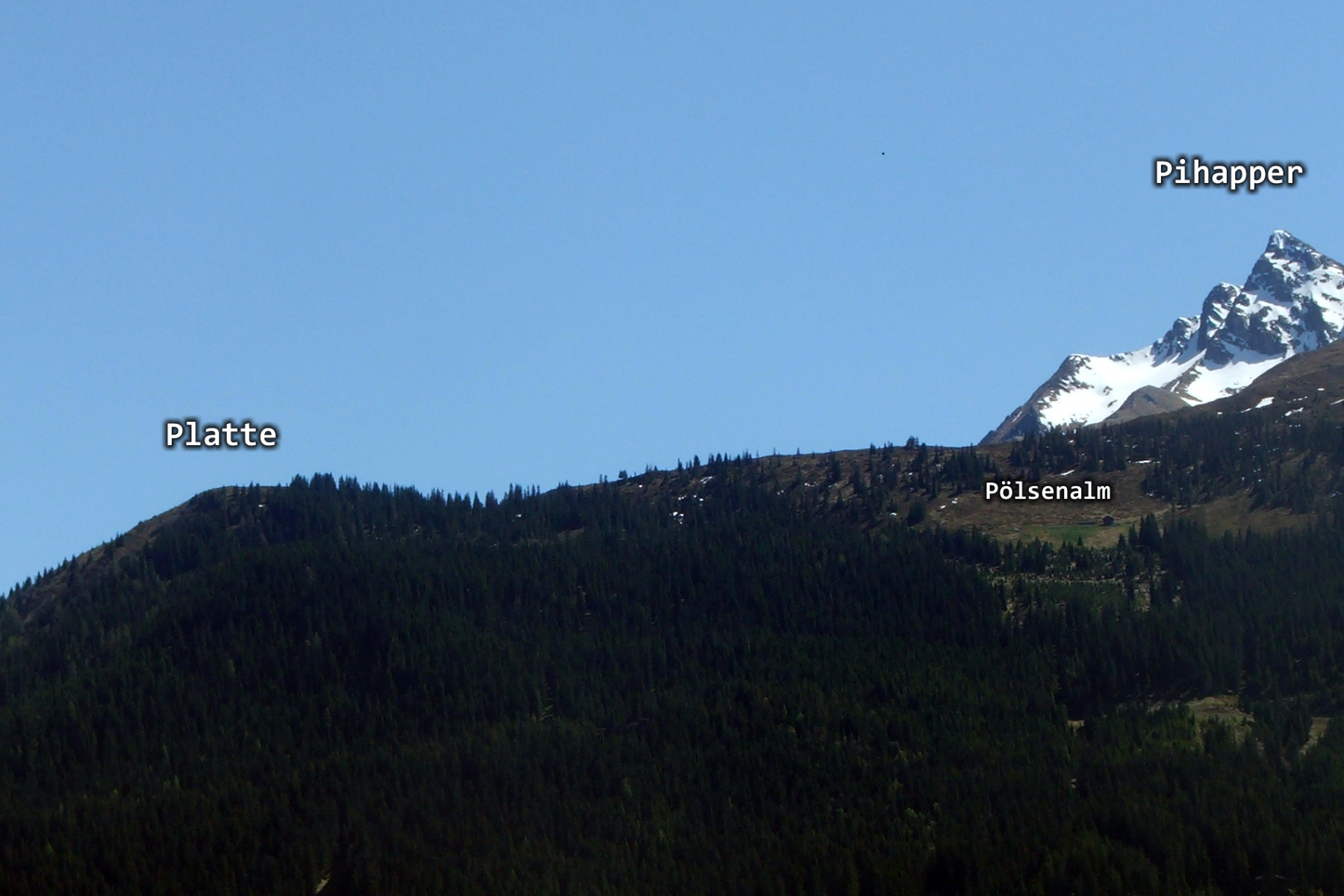
Platte und Pihapper vom gegenüber liegenden Lämmerbichl aus gesehen
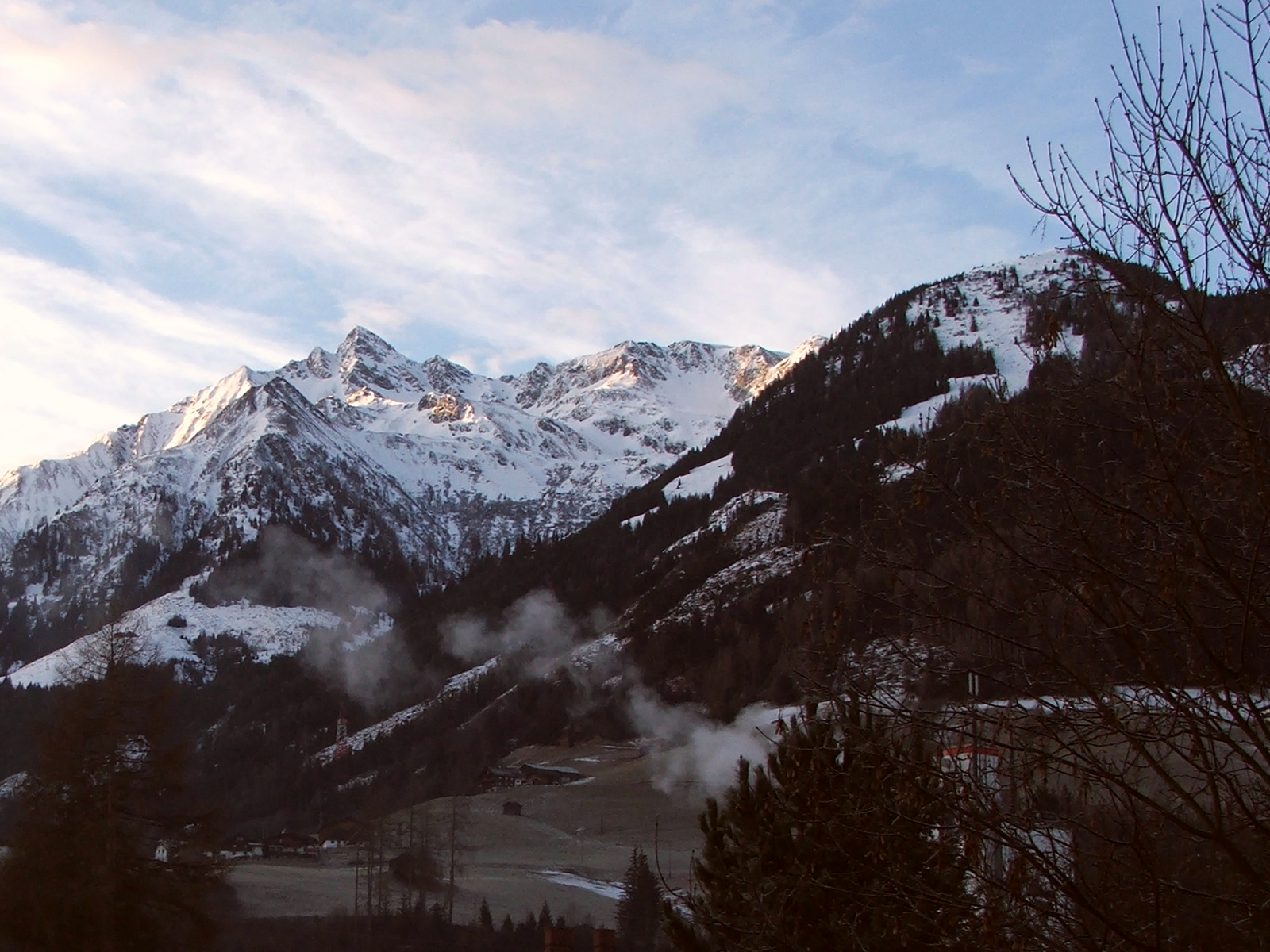
Blick vom Ortsbereich Mittersill auf Pihapper und Platte
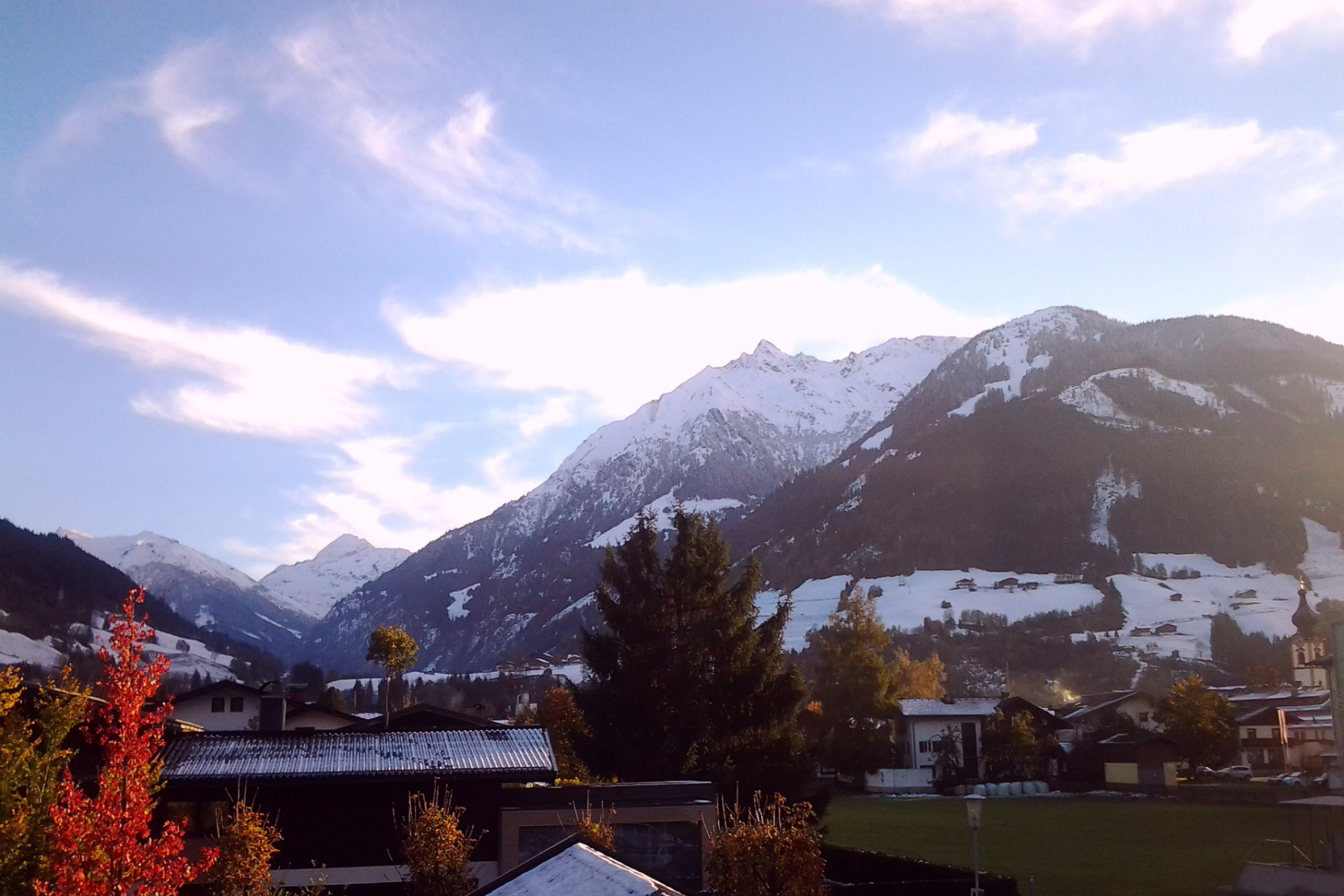
Südpanorama Mittersill mit Felbertauern, Pihapper und Platte